# Sensaud de Lavaud
El Sensaud de Lavaud va ser un automòbil francès fabricat entre 1926 i 1928. Un cotxe inusual, fabricat a París per M. Dimitri Sensaud de Lavaud, un brasiler, tenia una transmissió automàtica. El xassís Alpax era d'aliatge fos, i estava alimentat per un motor de 6 cilindres de 5475 cc, d'origen americà, refrigerat per vapor,. Se'n van construir pocs.
La transmissió automàtica no funcionava amb engranatges, sinó que es basava únicament en la multiplicació del parell del convertidor (com el molt posterior Dynaflow de GM).
André Citroën tenia la intenció d'utilitzar una caixa de canvis basada en els principis de Sensaud de Lavaud en el seu Citroën Traction Avant 7A, llançat el 1934, però va resultar impossible per als seus enginyers fabricar el motor de 1300cc del cotxe, unit a la invenció de Sensaud de Lavaud, per accelerar i mantenir velocitats acceptables pujant, de manera que el 7A va aparèixer amb una unitat convencional de 3 velocitats.